# Shungo Sugiura
Shungo Sugiura (japanisch 杉浦 駿吾 Sugiura Shungo; * 14. Mai 2006 in der Präfektur Aichi) ist ein japanischer Fußballspieler.

## Karriere

### Verein
Shungo Sugiura erlernte das Fußballspielen in der Jugend von Nagoya Grampus. Hier unterschrieb er am 1. Februar 2025 auch seinen ersten Profivertrag. Der Verein aus Nagoya spielt in der ersten japanischen Liga, der J1 League. Sein Erstligadebüt gab er am 15. März 2025 (6. Spieltag) im Auswärtsspiel gegen Tokyo Verdy. Bei der 2:1-Niederlage wurde er in der 80. Minute für den Brasilianer Mateus eingewechselt.

### Nationalmannschaft
Shungo Sugiura nahm 2023 mit der japanischen U17-Nationalmannschaft an der U17-Asienmeisterschaft in Thailand teil. Das Finale gegen das Team aus Südkorea gewann man mit 3:0. Hier kam er in drei Vorrundenspielen sowie im Halbfinals zum Einsatz. 2024 spielte er dreimal im U18-Team.

## Erfolge

### Nationalmannschaft
Japan U17
- U-17-Fußball-Asienmeisterschaft: 2023